# ديريك ترايل
ديريك ترايل (بالإنجليزية: Derek Trail)‏ هو لاعب كرة قدم بريطاني في مركز الهجوم، ولد في 2 يناير 1946 في ليث ‏ في المملكة المتحدة. لعب مع نادي ألوا أثليتيك ونادي رينجرز ونادي فالكيرك ونادي ليفينغستون ونادي هارتلبول يونايتد ونادي ووركينغتون.